# グティ・エスパダス・ジュニア
グティ・エスパダス・ジュニア（Guty Espadas Jr.、1974年9月2日 - ）は、メキシコの男性プロボクサー。ユカタン州メリダ出身。元WBC世界フェザー級王者。
父親グティ・エスパダスは元WBA世界フライ級王者であり、世界初の親子による世界王者となった。

## 来歴
1992年10月8日、プロデビュー。
1997年12月13日、WBCアメリカ大陸フェザー級王者エクトール・マルケス（ メキシコ）に挑戦し、2-1の判定勝ちで王座を獲得した。以後、1度の防衛に成功。
2000年4月14日、WBC世界フェザー級王座決定戦でルイシト・エスピノサ（ フィリピン）と対戦し、11回負傷判定勝ちで世界王座を獲得し、世界初の親子による世界王者となった。
2000年6月23日、ウェタヤ・サクムアンクラン（ タイ）と対戦し、3-0の判定勝ちで初防衛に成功した。
2001年2月17日、WBC世界フェザー級王座統一戦で暫定王者エリック・モラレス（ メキシコ）と対戦し、0-3の判定負けで王座から陥落した。
2002年11月16日、WBCアメリカ大陸フェザー級王座決定戦でクラレンス・アダムス（ アメリカ合衆国）と対戦し、2-1の判定勝ちで王座を獲得した。
2003年10月4日、WBC世界スーパーフェザー級王座挑戦者決定戦でエリック・モラレスと再戦し、3回KO負け。
2004年12月3日、WBCアメリカ大陸フェザー級王者ロッキー・ファレス（ アメリカ合衆国）と対戦し、2回KO負けで王座獲得ならず。
2008年5月31日、メキシコチェトゥマルで行われたWBC世界フェザー級王座挑戦者決定戦で松田直樹（ 日本）と対戦し、2回TKO勝ちで指名挑戦権を獲得した。
2010年2月20日、WBC世界フェザー級王者エリオ・ロハス（ ドミニカ共和国）に挑戦し、12回判定負けで王座獲得ならず。

## 獲得タイトル
- 第30代WBC世界フェザー級王座（防衛1度）